# Serie A
Serie A (talijanski izgovor: [ˈsɛːrje ˈa]), također poznato i pod nazivom Serie A Enilive zbog potpisanog sponzorskog ugovora s tvrtkom Eni profesionalno je ligaško nogometno prvenstvo u kojem se natječe dvadeset najboljih talijanskih nogometnih klubova, a koje je službeno osnovano prije više od 90 godina (točnije u sezoni 1929./30.). Sve do 2010. godine službeni naziv natjecanja bio je Lega Calcio, ali je u sezoni 2010./11. ime promijenjeno u Lega Serie A. Liga Serie A smatra se jednom od najboljih nogometnih liga na svijetu. Tijekom 1990-ih godina, Serie A bila je najbolja liga na svijetu iz koje je potekao najveći broj finalista europskih klupskih natjecanja: razni klubovi iz Italije rekordnih dvadeset i šest puta došli su do finala Lige prvaka, a naslov su osvajali dvanaest puta. Prema trenutačnom UEFA-inom ligaškom koeficijentu koji se izračunava na temelju uspjeha nogometnih klubova u europskim natjecanjima posljednjih pet sezona, Serie A nalazi se na drugom mjestu najjačih europskih nogometnih liga, odmah iza engleske Premier lige.
Talijansko nogometno prvenstvo svoj je trenutni format ligaškog natjecanja promijenio od sezone 1929./30. Do tada su se natjecanja odvijala po regionalnom i međuregionalnom sistemu. Prvenstva osvojena prije 1929. godine službeno su priznata i imaju jednaku "težinu" kao i ona osvojena nakon te godine. Jedina iznimka kada sezona nije igrana po standardnom ligaškom sistemu je ona iz 1945./46. kada je liga igrana u dvije geografske skupine zbog razorenih područja nakon Drugog svjetskog rata, ali se njezina titula službeno priznaje.
U talijanskoj ligi natječu se tri najpoznatija nogometna kluba na svijetu: Inter Milano, Milan i Juventus. Sva tri kluba su bila članovi osnivači G-14, grupe koja je predstavljala najveće i najprestižnije europske nogometne klubove. Juventus je najuspješniji talijanski nogometni klub 20-og stoljeća te klub s najviše osvojenih trofeja Serie A do danas (36). To je jedini klub na svijetu koji je tijekom svog postojanja osvojio sve trofeje nogometnih kontinentalnih kupova te titulu klupskog prvaka svijeta. U sezoni 2009./10. Internazionale je postao prvi talijanski klub u povijesti koji je iste sezone osvojio trostruku krunu (Serie A, talijanski kup i Ligu prvaka), a također je i jedini klub u kompletnom natjecanju koji je od svog osnivanja do danas konstantno igrao u Serie A. Milan dijeli treće mjesto među najuspješnijim klubovima po broju osvojenih UEFA-inih naslova. Serie A je povijesno privlačila vrhunske svjetske talente, stvarajući brojne dobitnike Zlatne lopte.

## Format natjecanja
Tijekom povijesti u ligi Serie A uglavnom se natjecalo 16 ili 18 klubova; međutim od sezone 2004./05. u njoj se natječe sveukupno 20 klubova. U sezoni 1947./48. natjecao se 21 klub zbog političkih razloga. U popisu koji slijedi točno je navedeno koliko se klubova natjecalo u svakoj sezoni kroz povijest lige:
- 18 klubova = 1929. – 1934.
- 16 klubova = 1934. – 1943.
- 18 klubova = 1943. – 1946.
- 20 klubova = 1946. – 1947.
- 21 klubova = 1947. – 1948.
- 20 klubova = 1948. – 1952.
- 18 klubova = 1952. – 1967.
- 16 klubova = 1967. – 1988.
- 18 klubova = 1988. – 2004.
- 20 klubova = 2004. – do danas

Tijekom trajanja lige koja se igra od kolovoza do svibnja svaki klub igra po dva puta s ostalim klubovima; jednom na domaćem terenu, a drugi puta na gostujućem što sveukupno iznosi 38 utakmica svakog kluba po sezoni. U prvoj polovici sezone (naziva andata) svaki klub igra protiv jednog od 19 ostalih suparnika te tako sveukupno odigra 19 utakmica. U drugom dijelu sezone (naziva ritorno) klubovi igraju uzvratne susrete po identičnom redoslijedu kao i iz prvog dijela sezone, samo što sada one utakmice koje su igrali u gostima igraju kod kuće i obrnuto. Od sezone 1994./95. klubovi dobivaju tri boda za svaku pobjedu, po jedan bod za svaki neriješeni ishod utakmice, te niti jedan bod za poraz.
Budući se Italija trenutno nalazi na četvrtom mjestu europskih zemalja kada je u pitanju rangiranje jačine nogometnih klubova, tri najbolja kluba na kraju svake sezone kvalificiraju se u elitno nogometno natjecanje Liga prvaka (od sezone 2012./13.). Dva kluba automatski upadaju u natjecanje dok trećeplasirani igra dvije kvalifikacijske utakmice (na domaćem i gostujućem terenu) kako bi pokušao ući u Ligu prvaka. Ekipe koje sezonu u Serie A završe na četvrtom i petom mjestu kvalificiraju se za UEFA Europsku ligu. Treće mjesto za isto natjecanje rezervirano je za prvaka talijanskog kupa. U slučaju da se pobjednik talijanskog kupa već nalazi na nekom od prva tri mjesta Serie A, treće mjesto koje vodi u Europa ligu rezervirano je za finalista talijanskog kupa. U slučaju da se i finalist kupa nalazi na nekom od prvih pet mjesta Serie A te sezone, u natjecanje Europa lige ulazi šestoplasirani klub lige. Tri najslabije plasirana kluba na kraju sezone u Serie A automatski ispadaju nižu ligu (Serie B).
Prije sezone 2005./06. vrijedilo je pravilo da klubovi moraju igrati tzv. majstorice (utakmice nakon završetka regularnog dijela sezone kako bi se odlučio pobjednik) u slučaju da dva ili više klubova imaju isti broj bodova, a natječu se za prvaka lige, mjesto u europskom klupskom natjecanju ili za opstanak u ligi. Od sezone 2005./06. ako dva ili više klubova imaju isti broj bodova, uzimaju se u obzir sljedeći kriteriji (po redoslijedu):
1. Međusobni ogledi;
2. Gol-razlika međusobnih ogleda;
3. Gol-razlika u ligi;
4. Više zabijenih pogodaka u ligi;
5. Ždrijeb

## Povijest natjecanja
Natjecanje Serie A u sustavu u kojem ga danas poznajemo započelo je 1929. godine. U razdoblju od 1898. do 1922. godine natjecanje je organizirano u regionalnim skupinama. Zbog naglog razvoja klubova, Talijanski nogometni savez podijelio je talijansku nogometnu federaciju 1921. godine. Kada su se klubovi iz federacije ponovno udružili sa savezom formirane su dvije međuregionalne divizije u dvije sjeverno-južne lige. Godine 1926. zbog internih kriza talijanski nogometni savez promijenio je sustav natjecanja i omogućio klubovima iz Italije ulazak u nacionalnu diviziju što je i dovelo do formiranja 1929. godine, kakvu danas poznajemo. Godine 1927. nije dodijeljen trofej pobjedniku lige zbog toga što je Torinu – zbog skandala s namještanjem utakmice – oduzeta titula. Torino je postao prvak u sezoni 1948./49. premda je gotovo kompletna tadašnja momčad kluba poginula u avionskoj nesreći pred kraj sezone.
Službeni naziv trofeja koji se svake sezone dodjeljuje pobjedniku Serie A zove se Scudetto (mali štit) zbog toga što je od sezone 1924./25. odlučeno da će svaka pobjednička momčad sljedeće sezone na svojim dresovima nositi mali trobojni grb kao znak branitelja naslova. Najuspješniji klub Serie A do danas je Juventus sa sveukupno 36 osvojenih naslova prvaka, a nakon njega slijede Inter Milano (20), Milan (19) i Genoa (9). Od sezone 2004./05. naovamo pehar osvajača lige dodjeljuje se pobjedniku na terenu nakon posljednjeg odigranog kola Serie A. Trofej naziva Coppa Campioni d'Italia službeni je trofej Serie A od sezone 1960./61., a u razdoblju od 1961. do 2004. godine dodjeljivao se pobjedničkim klubovima u glavnom stožeru Lega Nazionale Professionisti. 
Dana 30. travnja 2009. godine Serie A službeno je najavila svoje odcjepljenje od Serie B. Devetnaest od dvadeset klubova glasalo je za odcjepljenje nakon sukoba u vezi televizijskih prava. Jedini klub koji je glasao protiv bio je Lecce kojemu je te godine prijetilo ispadanje u Serie B. Maurizio Beretta postao je predsjednik nove lige.

## Zlatna zvijezda
Umberto Agnelli je 1958. godine došao na ideju da predstavi i nagradi one klubove koji su osvojili deset naslova prvaka Serie A i to sa zlatnom zvjezdicom na simbolu tog kluba i njihovim dresovima. 
U Italiji je to praksa učiniti kada neka momčad osvoji 10 titula prvaka Serie A. Prva momčad koja je dobila zlatnu zvjezdicu u Italiji i Europi bila je Juventus.
Prvu zvjezdicu je Juventus dobio 1958. godine, drugu zvjezdicu 1982. godine, a treću 2014. godine kada su službeno osvojili 30 titulu prvaka.
Trenutno stanje momčadi Serie A za zlatnom zvjezdicom:
- Juventus (36; dobio je 1958., 1982. i 2014.)
- Inter Milano (20, dobio je 1966. i 2024.)
- Milan (19, dobio je 1979.)

## Prvaci
| Klub          | Pobjednik | Drugoplasirani | Sezona |
| ------------- | --------- | -------------- | --- |
| Juventus      | 36        | 21             | 1905., 1925./26., 1930./31., 1931./32., 1932./33., 1933./34., 1934./35., 1949./50., 1951./52., 1957./58., 1959./60., 1960./61., 1966./67., 1971./72., 1972./73., 1974./75., 1976./77., 1977./78., 1980./81., 1981./82., 1983./84., 1985./86., 1994./95., 1996./97., 1997./98., 2001./02., 2002./03., 2004./05., 2011./12., 2012./13., 2013./14., 2014./15., 2015./16., 2016./17., 2017./18., 2018./19., 2019./20. |
| Inter Milano  | 20        | 17             | 1909./10., 1919./20., 1929./30., 1937./38., 1939./40., 1952./53., 1953./54., 1962./63., 1964./65., 1965./66., 1970./71., 1979./80., 1988./89., 2005./06. 2006./07., 2007./08., 2008./09., 2009./10., 2020./21., 2023./24. |
| Milan         | 19        | 17             | 1901., 1906., 1907., 1950./51., 1954./55., 1956./57., 1958./59., 1961./62., 1967./68., 1978./79., 1987./88., 1991./92., 1992./93., 1993./94., 1995./96., 1998./99., 2003./04., 2010./11., 2021./22. |
| Genoa         | 9         | 4              | 1898., 1899., 1900., 1902., 1903., 1904., 1914./15., 1922./23., 1923./24. |
| Torino        | 7         | 8              | 1926./27., 1927./28., 1942./43., 1945./46., 1946./47., 1947./48., 1948./49., 1975./76. |
| Bologna       | 7         | 4              | 1924./25., 1928./29., 1935./36., 1936./37., 1938./39., 1940./41., 1963./64. |
| Pro Vercelli  | 7         | 1              | 1908., 1909., 1910./11., 1911./12., 1912./13., 1920./21., 1921./22. (CCI) |
| Napoli        | 4         | 8              | 1986./87., 1989./90., 2022./23., 2024./25. |
| Roma          | 3         | 14             | 1941./42., 1982./83., 2000./01. |
| Lazio         | 2         | 7              | 1973./74., 1999./00 |
| Fiorentina    | 2         | 5              | 1955./56., 1968./69. |
| Cagliari      | 1         | 1              | 1969./70. |
| Casale        | 1         | -              | 1913./14. |
| Novese        | 1         | -              | 1921./22. (FIGC) |
| Hellas Verona | 1         | -              | 1984./85. |
| Sampdoria     | 1         | -              | 1990./91. |

Napomene:
- Bold označava klubove koji igraju u Serie A 2025./26.
- Spezia Calcio 1906 je osvojio ratno prvenstvo 1944., ali FIGC smatra da se to natjecanje ne može smatrati za scudetto, pa im je 2002. dodijeljena prigodna nagrada umjesto te titule.

1. ↑  Zbog skandala, titule je povučena i na kraju nije dodijeljena nijednom klubu.
2. ↑  Titula je sudski dodijeljena Internazionale, nakon skandala.
3. ↑  Torinu je 1927. oduzeta titula zbog skandala s namještanjem utakmice.

## Klubovi Serie A
Prije 1929. godine mnogi klubovi natjecali su se u talijanskom prvenstvu dok je ono bilo u regionanom sustavu (do 1922. godine) te u mađuregionalnom sustavu (do 1929. godine). Slijedi lista klubova koji su nastupali u Serie A od trenutka kada je liga započela u sustavu kakav poznajemo i danas.

### Najviše sezona u Serie A
|  | - 94 sezone: Inter Milano (2026.) - 93 sezone: Juventus (2026.), Roma (2026.) - 92 sezone: Milan (2026.) - 88 sezona: Fiorentina (2026.) - 83 sezone: Lazio (2026.) - 82 sezone: Torino (2026.) - 80 sezona: Napoli (2026.) - 79 sezona: Bologna (2026.) - 66 sezona: Sampdoria (2023.) - 65 sezona: Atalanta (2026.) - 58 sezona: Genoa (2026.) - 53 sezone: Udinese (2026.) - 45 sezona: Cagliari (2026.) - 35 sezona: Hellas Verona (2026.) - 30 sezona: Vicenza (2001.), Bari (2011.) - 29 sezona: Palermo (2017.), Parma (2026.) - 26 sezona: Triestina (1959.) - 23 sezone: Brescia (2020.) - 20 sezona: Lecce (2026.) - 19 sezona: SPAL (2020.) - 18 sezona: Livorno (2014.) | - 17 sezona: Catania (2014.), Chievo Verona (2019.), Empoli (2025.) - 16 sezona: Padova (1996.), Ascoli (2007.) - 15 sezona: Como (2026.) - 14 sezona: Venezia (2025.) - 13 sezona: Alessandria (1960.), Modena (2004.), Perugia (2004.), Novara (2012.), Cesena (2012.) - 12 sezona: Pro Patria (1956.), Sassuolo (2026.) - 11 sezona: Foggia (1995.) - 10 sezona: Avellino (1988.) - 9 sezona: Reggina (2009.), Siena (2013.), Cremonese (2026.) - 8 sezona: Sampierdarenese (1946.), Lucchese (1952.), Piacenza (2003.), Pisa (2026.) - 7 sezona: Mantova (1972.), Varese (1975.), Catanzaro (1983.), Pescara (2017.) - 6 sezona: Pro Vercelli (1935.) - 5 sezona: Messina (2007.), Salernitana (2024.) - 4 sezone: Casale (1934.) - 3 sezone: Legnano (1954.), Lecco (1967.), Reggiana (1997.), Crotone (2021.), Spezia (2023.), Frosinone (2024.), Monza (2025.) - 2 sezone: Ternana (1975.), Ancona (2004.), Benevento (2021.) - 1 sezona: Pistoiese (1981.), Treviso (2006.), Carpi (2016.) |

Momčadi označene podebljano trenutačno se natječu u Serie A.

## Službeni logo lige
Serie A ima logotipove na kojima se nalazi glavni sponzor lige – Telecom Italia (TIM). Logo se službeno počeo koristiti 2010. godine uz manje promjene 2016. godine zbog promjena samog loga kompanije Telecom Italia.U kolovozu 2018. godine službeno je predstavljen novi logo, dok je iduća promjena uslijedila u kolovozu 2019. godine.
Dana 5. veljače 2024. godine, Serie A je potpisala novi sponzorski ugovor s tvrtkom Eni, inače poznatom kao Enilive, koja je preuzela ulogu glavnog sponzora Serie A.

## Televizijska prava
U povijesti su, za razliku od mnogih drugih europskih država, klubovi u Italiji svaki za sebe imali prava dogovarati televizijske prijenose svojih utakmica s televizijskim kućama. Trenutno dvije talijanske televizijske kuće drže prava na satelitske prijenose utakmica – Sky Italia i streaming platforma DAZN. Televizijska kuća RAI ima prava emitirati isključivo najzanimljivije trenutke sa svake utakmice (ekskluzivno u razdoblju od 13:30 do 22:30 sati po srednjeeuropskom vremenu).
Slijedi lista televizijskih kuća koje imaju televizijska prava u Italiji (od sezone 2021./22.):
- Sky Italia (3 utakmice tjedno)
- DAZN (sve utakmice, uključujući prethodne 3)
- OneFootball (skraćene snimke)

U sezonama 2010./11. i 2011./12. klubovi iz Serie A skupno su dogovarali prodaju televizijskih prava i to po prvi put nakon sezone 1998./99. Domaća prava na prijenose utakmica za te dvije sezone prodana su televizijskoj kući Sky Italia.

### Međunarodna televizijska prava
U državama i teritorijima izvan Italije, Seria A se emitira na sljedećim postajama:
| Država                 | Televizijska kuća                   |
| ---------------------- | ----------------------------------- |
| Albanija               | SuperSport, Tring Sport             |
| Andora                 | DAZN                                |
| Armenija               | Setanta Sports Eurasia, Fast Sports |
| Australija             | beIN Sports                         |
| Austrija               | DAZN                                |
| Azerbajdžan            | CBC Sport, Setanta Sports Eurasia   |
| Belgija                | DAZN, Play Sports                   |
| Bjelorusija            | Setanta Sports Eurasia              |
| Bosna i Hercegovina    | Arena Sport                         |
| Bugarska               | Max Sport, Ring                     |
| Cipar                  | CYTA                                |
| Crna Gora              | Arena Sport                         |
| Češka                  | Nova Sport, Premier Sport           |
| Danska                 | TV 2 Sport                          |
| Estonija               | Setanta Sports Eurasia, Go3 Sport   |
| Filipini               | TAP DMV                             |
| Finska                 | C More Sport                        |
| Francuska              | DAZN                                |
| Grčka                  | Cosmote Sport                       |
| Gruzija                | Setanta Sports Eurasia              |
| Hong Kong              | I-CABLE HOY                         |
| Hrvatska               | Arenasport                          |
| Island                 | Stöð 2 Sport                        |
| Indijski potkontinent  | Galaxy Racer                        |
| Indonezija             | MNC Media                           |
| Irska                  | TNT Sports, OneFootball             |
| Ujedinjeno Kraljevstvo | TNT Sports, OneFootball             |
| Izrael                 | ONE                                 |
| Japan                  | DAZN                                |
| Južna Amerika          | ESPN                                |
| Južna Koreja           | SPOTV                               |
| Kanada                 | fubo TV, TLN                        |
| Kina                   | CCTV, IQIYI, Migu                   |
| Kosovo                 | Artmotion                           |
| Latvija                | Setanta Sports Eurasia, Go3 Sport   |
| Lihtenštajn            | Blue Sport, Sky Sport               |
| Litva                  | Setanta Sports Eurasia, Go3 Sport   |
| Luksemburg             | DAZN                                |
| Mađarska               | Sport1                              |
| Makedonija             | Arena Sport                         |
| Maldivi                | Ice Sports                          |
| Malta                  | Total Sports Network                |
| MENA                   | Abu Dhabi Sports, STARZPLAY         |
| Nizozemska             | Ziggo Sport                         |
| Norveška               | VG+                                 |
| Novi Zeland            | beIN Sports                         |
| Njemačka               | DAZN                                |
| Podsaharska Afrika     | SuperSport, New World TV            |
| Poljska                | Eleven Sports                       |
| Portugal               | Sport TV                            |
| Rumunjska              | Digi Sport, Prima Sport             |
| Rusija                 | Match TV                            |
| SAD                    | Paramount+, Fox Deportes            |
| Slovačka               | Nova Sport, Premier Sport           |
| Slovenija              | Arena Sport                         |
| Srednja Azija          | Setanta Sports                      |
| Srbija                 | Arena Sport                         |
| Španjolska             | DAZN                                |
| Švedska                | C More Sport                        |
| Švicarska              | DAZN                                |
| Tadžikistan            | TV Varzish, TV Football             |
| Tajland                | TrueVisions                         |
| Tajvan                 | ELTA Sports                         |
| Turska                 | S Sport                             |
| Uzbekistan             | Sport                               |
| Vijetnam               | VTVCab                              |

Tijekom devedesetih, Serie A bila je najpopularnija u Ujedinjenom Kraljevstvu dok su se utakmice emitirale na Channel 4, premda su se utakmice prikazivale i na drugim kanalima, a od 2002. godine televizijska prava rijetko su ostala kod jedne televizijske kuće više od godinu dana. U Ujedinjenom Kraljevstvu Serie A emitirala se na BSB-u (1990./91.), Sky Sportsu (1991./92.), Channel 4 (1992. – 2002.), Eurosportu (2002. – 2004.), Setanta Sportsu i Bravu (2004. – 2007.), Channel 5 (2007./08.), ESPN-u (2009. – 2013.), BT Sportu (2013. – 2018.) i Eleven Sports Networku (od 2018. godine).

## Rekordi
| Igrač | Igrač              | Razdoblje     | Klub(ovi)                                                    | Broj utakmica |
| ----- | ------------------ | ------------- | ------------------------------------------------------------ | ------------- |
| 1     | Gianluigi Buffon   | 1995. – 2021. | Parma, Juventus                                              | 657           |
| 2     | Paolo Maldini      | 1985. – 2009. | Milan                                                        | 647           |
| 3     | Francesco Totti    | 1992. – 2017. | Roma                                                         | 619           |
| 4     | Javier Zanetti     | 1995. – 2014. | Internazionale                                               | 615           |
| 5     | Gianluca Pagliuca  | 1987. – 2007. | Sampdoria, Internazionale, Bologna, Ascoli                   | 592           |
| 6     | Dino Zoff          | 1961. – 1983. | Udinese, Mantova, Napoli, Juventus                           | 570           |
| 7     | Samir Handanović   | 2004. – 2023. | Treviso, Lazio, Udinese, Internazionale                      | 566           |
| 8     | Pietro Vierchowod  | 1980. – 2000. | Como, Fiorentina, Roma, Sampdoria, Juventus, Milan, Piacenza | 562           |
| 9     | Fabio Quagliarella | 1999. – 2023. | Ascoli, Torino, Sampdoria, Udinese, Napoli, Juventus         | 556           |
| 10    | Roberto Mancini    | 1981. – 2001. | Bologna, Sampdoria, Lazio                                    | 541           |

| Igrač | Igrač                | Razdoblje     | Klub(ovi)                                                                            | Broj pogodaka |
| ----- | -------------------- | ------------- | ------------------------------------------------------------------------------------ | ------------- |
| 1     | Silvio Piola         | 1929. – 1954. | Pro Vercelli, Lazio, Juventus, Novara                                                | 274           |
| 2     | Francesco Totti      | 1992. – 2017. | Roma                                                                                 | 250           |
| 3     | Gunnar Nordahl       | 1948. – 1958. | Milan, Roma                                                                          | 225           |
| 4     | José Altafini        | 1958. – 1976. | Milan, Napoli, Juventus                                                              | 216           |
| 4     | Giuseppe Meazza      | 1929. – 1947. | Internazionale, Milan, Juventus                                                      | 216           |
| 6     | Antonio Di Natale    | 2002. – 2016. | Empoli, Udinese                                                                      | 209           |
| 7     | Roberto Baggio       | 1986. – 2004. | Fiorentina, Juventus, Milan, Bologna, Internazionale, Brescia                        | 205           |
| 8     | Ciro Immobile        | 2009. – danas | Juventus, Genoa, Torino, Lazio, Bologna                                              | 201           |
| 9     | Kurt Hamrin          | 1956. – 1971. | Juventus, Padova, Fiorentina, Milan, Napoli                                          | 190           |
| 10    | Giuseppe Signori     | 1991. – 2004. | Foggia, Lazio, Sampdoria, Bologna                                                    | 188           |
| 10    | Alessandro Del Piero | 1993. – 2012. | Juventus                                                                             | 188           |
| 10    | Alberto Gilardino    | 1999. – 2017. | Piacenza, Verona, Parma, Milan, Fiorentina, Genoa, Bologna, Palermo, Empoli, Pescara | 188           |

## Službena lopta lige
- 2007. – 2008.: Nike T90 Aerow II
- 2008. – 2009.: Nike T90 Omni
- 2009. – 2010.: Nike T90 Ascente
- 2010. – 2011.: Nike T90 Tracer
- 2011. – 2012.: Nike Seitiro
- 2012. – 2013.: Nike Maxim
- 2013. – 2014.: Nike Incyte
- 2014. – 2018.: Nike Ordem
- 2018. – 2020.: Nike Merlin
- 2020. – 2022.: Nike Flight
- 2022. – danas: Puma Orbita

## Vanjske poveznice
- Službena stranica

Povijest
- Serie A  Arhivirana inačica izvorne stranice od 16. listopada 2013. (Wayback Machine) — Svi rezultati od 1929.